# Haifa Wehbe
Haifa Wehbe (in arabo هيفاء  محمد وهبي‎?, Haifa Wehbeh, Haifa Wahbi, Hayfa Wehbe, Hayfa Wehbi; Mahrouna, 10 marzo 1972) è una modella, attrice e cantante libanese di origini egiziane.

## Biografia
Nacque il 10 marzo 1972 da una famiglia musulmana formata da padre libanese e madre egiziana.
Ex-modella per grandi stilisti italiani, ora è acclamata come una pop star in Libano e in tutto il mondo arabo, anche se è stata criticata duramente per i suoi ultimi videoclip, giudicati poco decenti per la morale araba. Ciò nonostante la Wehbe è molto amata dal pubblico arabo.
Haifa è ambasciatrice per la lotta contro l'AIDS di Rouban Rouge, per il Medio Oriente e il Nord Africa, nonché ambasciatrice ufficiale della BBC per la promozione dello studio della lingua inglese nel mondo arabo.
La Wehbe, oltre che per la sua esotica bellezza, è conosciuta anche per essere in contenzioso con altre cantanti che tentano di screditarla. D'altro canto però Haifa è ammirata dalla cantante egiziana Sherine.
Il suo album Habibi ana (Amore mio) è uscito il 4 luglio 2008, mentre Baby Haifa è del marzo 2010(بابيهيفا‎) e Malikat Jamal Kawn è dell'8 maggio 2012. Bokra Bfarjik è il primo videoclip estratto dall'album Malikat Jamal Kawn ed è stato girato in Italia e diretto da Giangi Magnoni.
Famosa è la canzone 80 million ehsas, dedicata all'Egitto, paese di provenienza della madre.

## Discografia

### Albums
- Houwa Al Zaman (2002)
- Baddi Eesh (2005)
- Habibi Ana (2008)
- Baby Haifa (2010)
- Malikat Jamal Al Kawn (2012)

### Singoli
- "El Layli"
- "El Tabeea"
- "Wahashne"
- "Bint Al Waddi"
- "Ana Andi Baghbaghan"
- "Sanarra"
- "Sway"
- "Ana Adrra Aich"
- "Eda Eda"
- "Mama"
- "Enta Tanni"
- "80 Million Ahsass "
- "Salama"
- "Beirut"
- "Yama Layali" (Remix)
- "Yama Layali"
- "Ya Magnon"
- "Samanne"
- "Farhana"

## Filmografia

### Cinema
- Shehata's Shop (Dokkan Shehata), regia di  Khaled Yousef (2011)
- La bellezza di Rouh (Halawet Rouh), regia di Sameh Abdel Aziz (2014)

### Televisione
- Mariam (Serie TV)(2015)

## Premi
- 2002: The "Golden Lion" Award in Egypt.[5]
- 2004: Best Young Female Arab singer in Egypt.[6]
- 2005: The Oscar for "ninashnash" for her song Baddi Eesh from her second album.[5]
- 2005: The "Murex d'Or" award with the title "Best Artist of the Year".[5]
- 2006: The "Murex d'Or" award with the title "Best Artist of the Year".[5]
- 2009: The "Murex d'Or" award with title "Most Popular Lebanese Singer"
- 2010: The "Murex d'Or" award with the title "Best singer actress"
- 2010: The "ART" Award for her role in her first Egyptian Film "Dokkan Shehata"
- 2011: World's Most Desirable Woman List No. 49 Rank[7]
- 2011: Most beautiful Arabian model cum actress list Ranked #2[7]
- 2011: Murex d'Or best song award, for "Yama Layaly."[8]